# Sumitomo (SHI) Demag

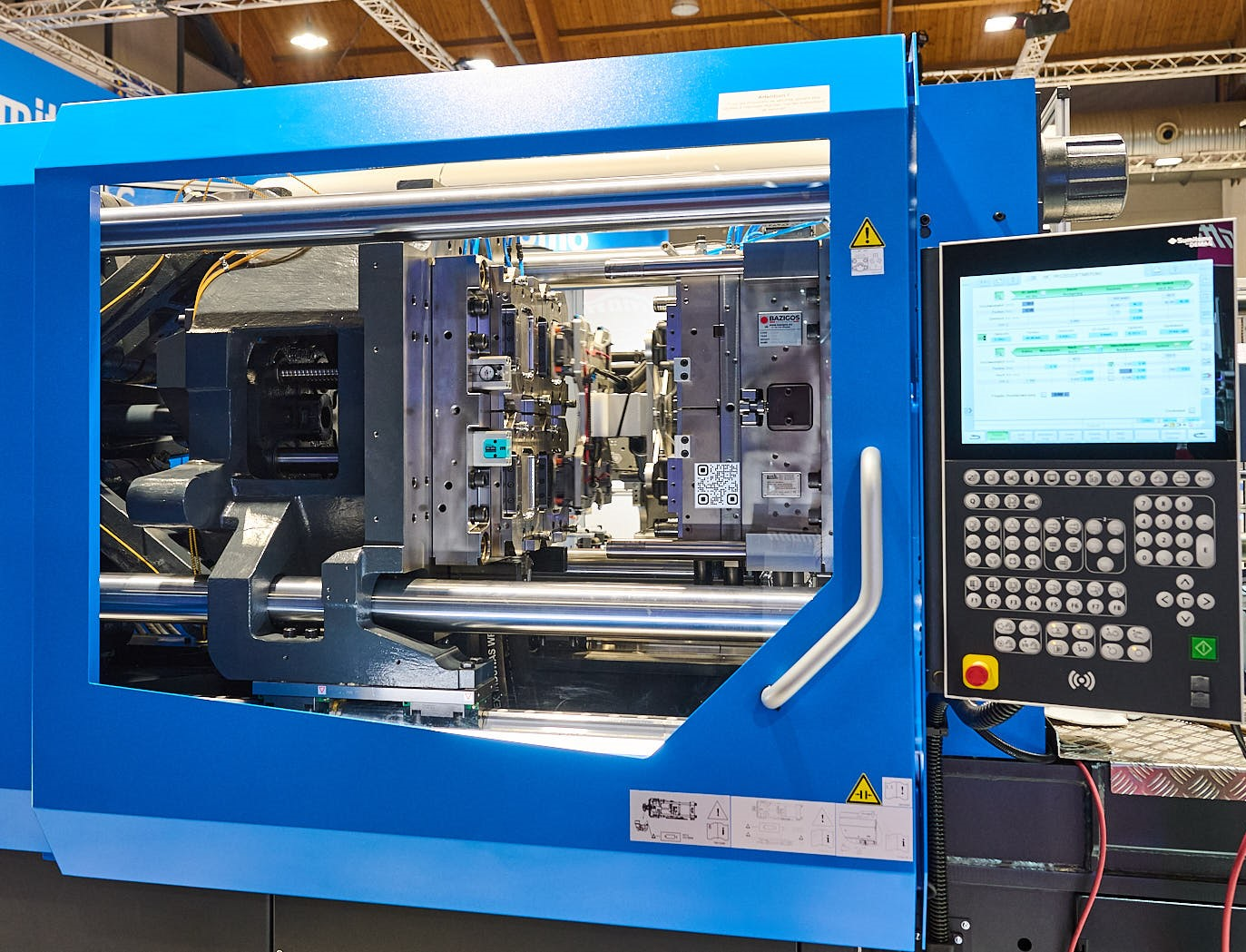
Detailaufnahme der vollelektrischen Spritzgießmaschine IntElect S 220-1000

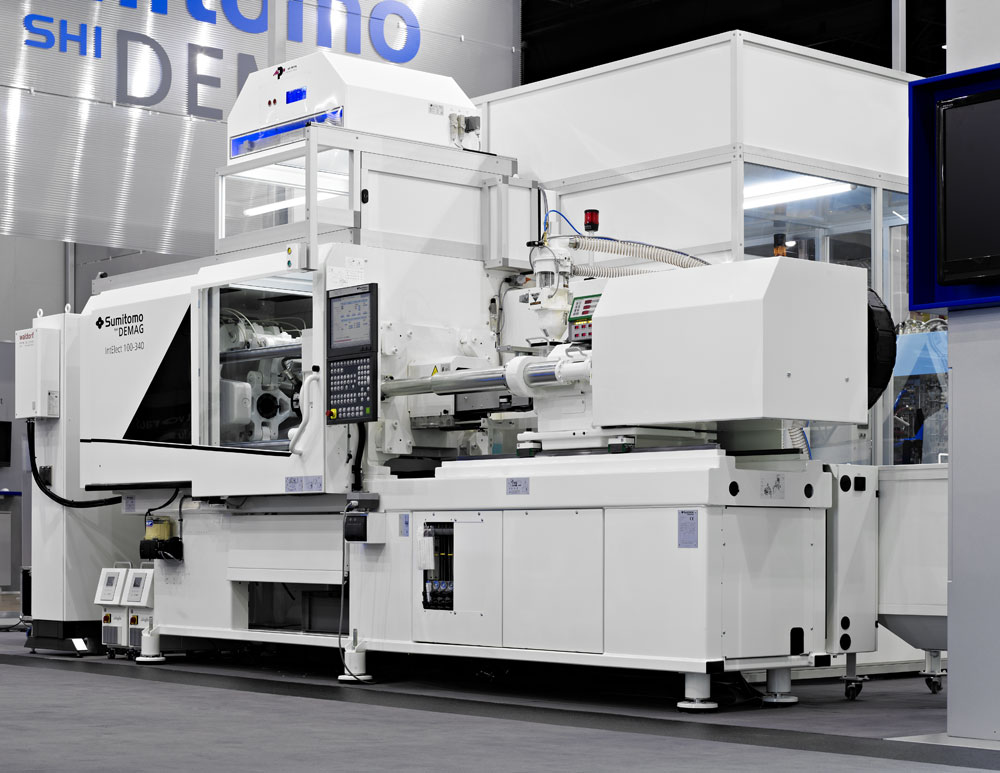
Vollelektrische Spritzgießmaschine IntElect 100-340 in einer Fertigungszelle für medizinische Produkte

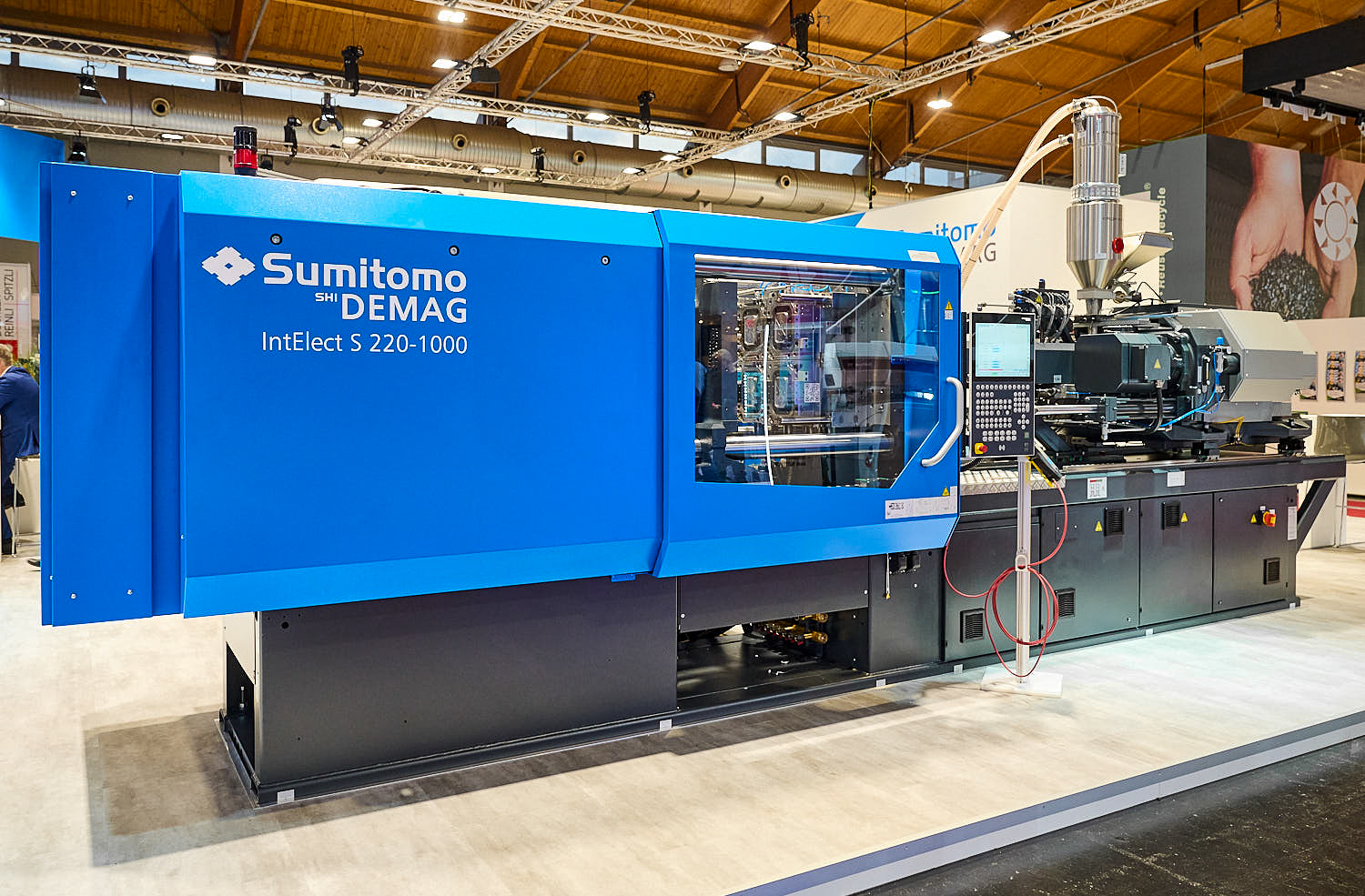
Vollelektrische Spritzgießmaschine IntElect S 220-1000 auf der internationalen Fachmesse für Kunststoffverarbeitung (Fakuma 2023).

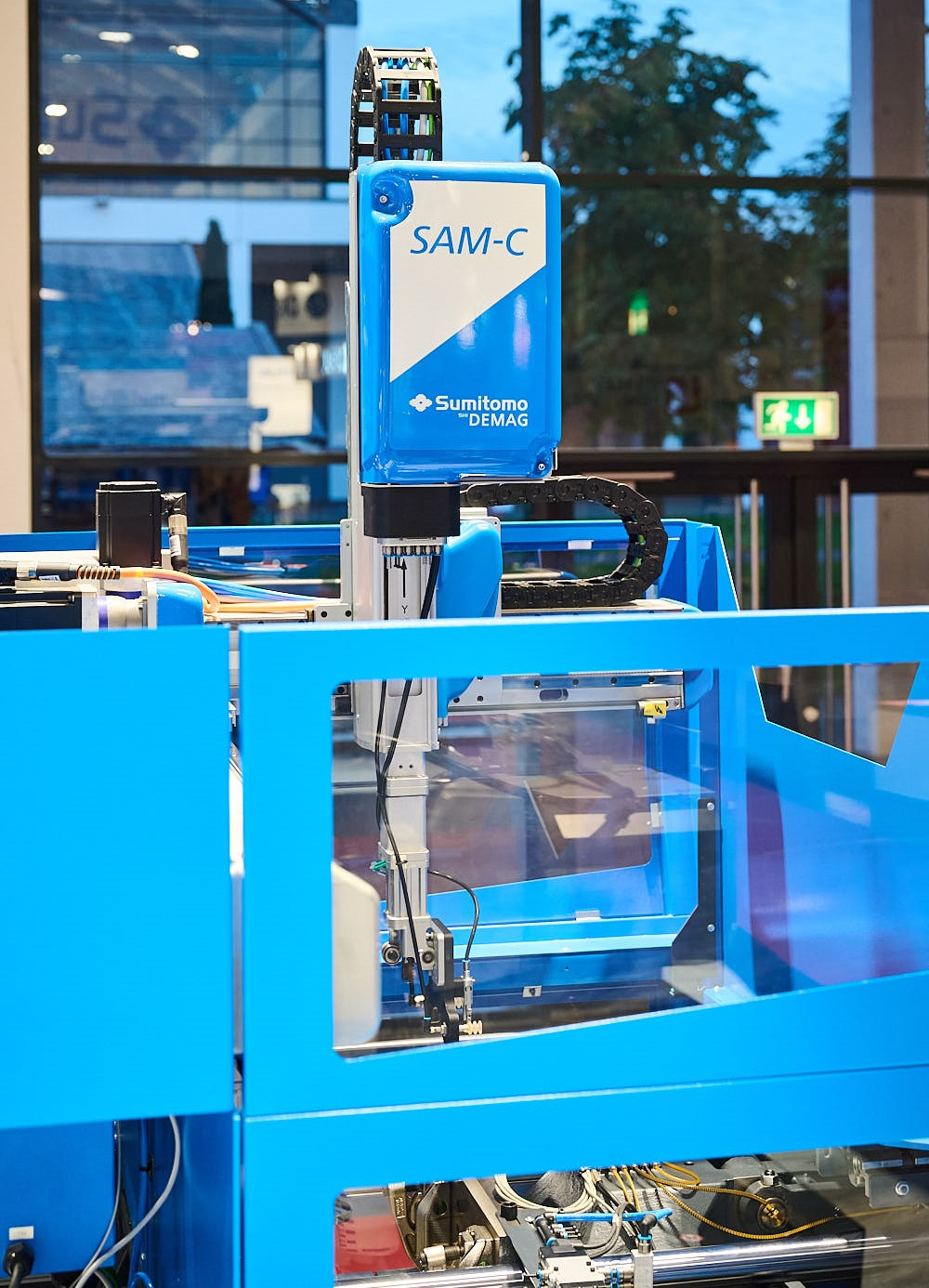
Prozessautomatisierung: Hauseigener Roboter SAM-C

Die Sumitomo (SHI) Demag Plastics Machinery GmbH mit Sitz in Schwaig bei Nürnberg ist ein weltweit führender Hersteller von Spritzgießmaschinen zur Verarbeitung von Kunststoffen.
Das japanisch-deutsche Unternehmen entstand im Frühjahr 2008 durch Zusammenlegung der Spritzgießmaschinen-Aktivitäten der Sumitomo Heavy Industries (SHI) und der Demag Plastics Group und befindet sich vollständig im Besitz der Sumitomo Heavy Industries, Ltd.

## Sumitomo (SHI) Demag im Profil
Sumitomo Heavy Industries und Sumitomo (SHI) Demag verfügen über fünf Werke in Japan, Deutschland und China mit über 3.000 Mitarbeitern. Der Hauptfokus des Unternehmens liegt auf der Entwicklung und Herstellung vollelektrischer Spritzgießmaschinen. Das Produktportfolio umfasst Maschinen im Schließkraftspektrum zwischen 500 und 15.000 kN. Sumitomo (SHI) Demag ist mit global über 165.000 installierten Maschinen in allen wichtigen Märkten der Branche vertreten.
Der größte Teil aller von Sumitomo Heavy Industries ausgelieferten Maschinen besitzen ein vollelektrisches Antriebskonzept. Neben diesen vollelektrischen Systemen produziert das Unternehmen zusätzlich auch hybrid betreibende, elektrohydraulische Maschinen.
Die deutschen Sumitomo (SHI) Demag-Standorte in Schwaig und Wiehe fertigen zum Großteil Maschinen der vollelektrischen Baureihe IntElect, welche in Deutschland für den internationalen Markt produziert werden. Ebenfalls werden dort die Hochleistungs- und Schnelllaufmaschinen El-Exis SP und Systec SP sowie die Baureihe Systec Servo mit hybridem Antriebskonzept gebaut. Das Sumitomo-Stammwerk in Chiba stellt Maschinen mit kleinen und mittleren Schließkräften her. Außerdem fertigt das Unternehmen seit 2022 die Hochleistungsmaschine PAC-E im Produktionsverbund zwischen den Standorten Japan und Deutschland.
In Ningbo/China ist Sumitomo (SHI) Demag bereits seit 1998 mit einer Produktion vor Ort. Seit Mitte 2015 verfügt das dortige Tochterunternehmen Demag Plastics Machinery (Ningbo) Co., Ltd. über ein neues Werk mit 12.800 m² Produktionsfläche, in dem die Serie Systec C mit 500 bis 10.000 kN Schließkraft für asiatische Märkte gefertigt wird.

## Geschichte der Demag Plastics Group
Die Demag Plastics Group wurde 2007 von der Mannesmann-Plastics-Machinery-Gruppe abgespalten. Diese war als Bündelung der Kunststoffmaschinenaktivitäten von Demag und KraussMaffei innerhalb des Mannesmann-Konzerns entstanden.

## Fokus auf vollelektrische Spritzgießmaschinen
Sumitomo (SHI) Demag ist dank ihrer speziell für den Spritzguss entwickelten Direktantriebe weltweit führend im Bereich vollelektrischer Spritzgießmaschinen.
Vollelektrische Systeme bieten gegenüber hydraulischen erhebliche Vorteile im Bezug auf Energieeffizienz und Präzision.
Der Einsatz moderner Antriebstechnologien und innovativer Steuerungssysteme ermöglicht eine hohe Wiederholgenauigkeit und geringe Zykluszeiten der Spritzgießmaschinen, wodurch sie auch für anspruchsvolle Anwendungen, in der Verpackungs-, Elektronik-, Medizin-, Automobil- und Konsumgüterindustrie hervorragend geeignet sind.

## Meilensteine
| 1950 | Beginn der Herstellung von Spritzgießmaschinen (Ankerwerk Nürnberg)                                          |
| 1956 | Bau der ersten Einschnecken-Spritzgießmaschine der Welt                                                      |
| 1970 | Gründung der Demag Kunststofftechnik                                                                         |
| 1971 | Erste mit Lochstreifen programmierbare Spritzgießmaschine DAC 2+-50                                          |
| 1973 | Erste mit Digitalhydraulik arbeitende Spritzgießmaschine                                                     |
| 1975 | Erste speicherprogrammierbare Steuerung NCI                                                                  |
| 1979 | Erste speicherprogrammierbare Steuerung NCII mit Bildschirm                                                  |
| 1979 | Gründung der Mannesmann Demag Kunststofftechnik                                                              |
| 1986 | Einführung NCIII-Steuerung                                                                                   |
| 1991 | Zukauf und Aufbau des Kleinmaschinenwerks Wiehe / Van Dorn Demag Corp. – wird Mitglied der Mannesmann-Gruppe |
| 1992 | Einführung der NC4-Steuerung                                                                                 |
| 1996 | Vorstellung der Mehrkomponentenbaureihe Multi mit vier Einspritzeinstellungen                                |
| 1998 | Start der Fertigung in China durch Demag Ningbo (Joint Venture)                                              |
| 1999 | Einführung der modularen Antriebstechnik mit der Schnelllaufmaschine EL-EXIS S                               |
| 2001 | Start der Fertigung in Indien durch L&T Demag (Joint Venture)                                                |
| 2002 | Zusammenführung der Demag Ergotech und Van Dorn Demag unter dem Dach der Demag Plastics Group                |
| 2003 | Einführung der vollelektrischen Spritzgießmaschine IntElect mit wassergekühlten Direktantrieben              |
| 2005 | Demag Plastics Group übernimmt 100 % Anteile und führt Joint Venture in China alleine fort                   |
| 2006 | Einführung der NC5-Steuerung / Fokussierung auf Branchen                                                     |
| 2007 | Fokussierung auf 3-Produktlinien                                                                             |
| 2008 | Zusammenschluss von Sumitomo und Demag Plastics Group                                                        |
| 2008 | Die Produktion Demag Ningbo in China feiert ihr zehnjähriges Bestehen                                        |
| 2015 | Eröffnung der neuen Produktion in Ningbo, China                                                              |
| 2017 | Veröffentlichung der neuen Generation von vollelektrischer IntElect Maschinen                                |
| 2018 | Umstellung des Werkes in Wiehe auf ein vollelektrisches Kompetenzzentrum                                     |
| 2020 | Erste gemeinsam produzierte, vollelektrische Maschine zwischen Japan und Deutschland                         |
| 2022 | Einführung der vollelektrischen Hochleistungsmaschine PAC-E                                                  |
| 2023 | Expansion auf dem asiatischen Markt durch die Demag Plastics Group in Ningbo                                 |